# Lepidastheniella
Lepidastheniella är ett släkte av ringmaskar. Lepidastheniella ingår i familjen Polynoidae.
Kladogram enligt Catalogue of Life:
| Lepidastheniella | \| \| Lepidastheniella comma \| \| \| \| \| \| Lepidastheniella monroi \| \| \| \| \| \| Lepidastheniella nishii \| \| \| \| \| \| Lepidastheniella phillippensis \| \| \| \| |
|                  | \| \| Lepidastheniella comma \| \| \| \| \| \| Lepidastheniella monroi \| \| \| \| \| \| Lepidastheniella nishii \| \| \| \| \| \| Lepidastheniella phillippensis \| \| \| \| |
|                  | Lepidastheniella comma |
|                  | |
|                  | Lepidastheniella monroi |
|                  | |
|                  | Lepidastheniella nishii |
|                  | |
|                  | Lepidastheniella phillippensis |
|                  | |